# 德鲁·格里芬
安德鲁·查尔斯·格里芬（英語：Andrew Charles Griffin；1962年10月21日—2022年12月17日），是美国记者，先後任職於KCBS-TV及有线电视新闻网（CNN）。

## 职业生涯
格里芬是伊利诺伊州芝加哥市人，曾就读于伊利诺伊大学香槟分校，主修传播学。他在伊利诺伊州的WICD-TV开始了他的职业生涯，之后他在佛罗里达州、北卡罗来纳州、南卡罗来纳州和华盛顿特区任职，然后在洛杉矶的CBS2新闻当了十年的调查记者。格里芬于2004年5月加盟有线电视新闻网。
2005年9月，格里芬报道了卡特里娜飓风造成的损害。格里芬对部分新奥尔良警察抢劫平民的报告最终迫使当地警方就这些警员的行为进行调查。他还爆料了卡特里娜飓风过后在疗养院所发生之死亡事件。格里芬和有线电视新闻网因对卡特里娜飓风的报道获得了皮博迪奖。

## 所获奖项
2005年，格里芬因其对福特汽车公司车辆故障导致起火的报道而获得商业和财经节目艾美奖。他在2006年凭借CNN出品的纪录片《如何抢劫银行》再度斩获艾美奖，次年（2007年）他又凭借安德森库珀关于国会支出的《360度》中的“隐藏支出”片段获得了第三个艾美奖。2015年，他凭借《退伍军人事务部危机》夺得皮博迪奖，该报道揭露了全国各地退伍军人事务部医院隐瞒等待时间和死亡的丑闻。2017年，格里芬因其对唐纳德·特朗普所属的房地产学校的欺诈行为而制作的《特朗普大学欺诈》而四度获得艾美奖。

## 个人生活及逝世
格里芬和他的妻子玛格特育有三个孩子。他住在亞特蘭大都會區，2022年12月17日在家中因癌症逝世，享年60岁。